# (33013) 1997 FZ
1997 أف زد (ويعرف أيضًا باسم (33013) 1997 أف زد وفق تسمية الكوكب الصغير) (بالإنجليزية: 1997 FZ)‏ هو كويكب ضمن حزام الكويكبات؛ وترتيبه 33013 من حيث الاكتشاف.
اكتُشف هذا الجُرم الفلكي بواسطة برنامج شميدت للكويكبات في بكين في 28 مارس 1997.

## وصلات خارجية
- (33013) 1997 FZ في قاعدة بيانات مختبر الدفع النفاث لأجرام النظام الشمسي الصغيرة

- الاكتشاف · مخطط المدار ·  العناصر المدارية · المعلمات المادية

- (33013) 1997 FZ على موقع ويكي سكاي: DSS2, SDSS, GALEX, IRAS, Hydrogen α, X-Ray, Astrophoto, Sky Map, Articles and images